# 438829 Visena
438829 Visena è un asteroide della fascia principale. Scoperto nel 2009, presenta un'orbita caratterizzata da un semiasse maggiore pari a 2,7920191 au e da un'eccentricità di 0,1781839, inclinata di 14,51822° rispetto all'eclittica.
L'asteroide è dedicato a Vicente Serrano Navarro, avvocato spagnolo cognato dello scopritore.